# LGA 1356
LGA 1356，又稱Socket B2，是Intel推出的微處理器插座，用於基於Intel Sandy Bridge微架構、Intel Ivy Bridge微架構、伺服器型號的Intel Xeon。2012年第一季度發布。

## 基本描述
LGA 1356是兩種取代LGA 1366的處理器插座之一（另一種是LGA 2011，又稱Socket R）。LGA 1356插座上有1356支接觸針腳，處理器上有1356個金屬觸點。LGA 1356和LGA 1366兩者的處理器和基於兩者的主機板都互不相容，由於插座針腳排布定義、形制的改變。Intel Xeon E5-2400系列處理器（處理器代號“Romley-EN”，核心代號“Sandy Bridge-E”）使用此種插座。
和LGA 2011的主要區別在於，LGA 2011支援兩條QPI總線，而LGA 1356只支援一條。其它的差異有：LGA 2011支援40條PCI-E 3.0通道，而LGA 1356支援24條；LGA 2011支援四通道DDR3，LGA 1356支援三通道DDR3，不過LGA 1356和LGA 2011的每條DDR3通道可以支援1個以上的DIMM（但主機板廠商這樣做的話就不支援低電壓版DDR3）。
2011年初已經有LGA 1356的消息出現。2011年9月，Intel宣布2012年第一季度後期正式發布。最終2012年第一季度正式發布。
後續者LGA 1356-3用於Haswell微架構的Intel Xeon E5處理器。